# 隅田町 (奉天市)
隅田町是奉天滿鐵附屬地的一個町。位於今天的中華人民共和國遼寧省瀋陽市和平區，在北四條通以東，鄰接木曾町和信濃町。是浪速高等女學校和盛京時報報社的所在地。